# Aristidis Soiledis
Aristidis Soiledis (greacă Αριστείδης Σοϊλέδης; n. 8 februarie 1991, Levadeia, Grecia Centrală, Grecia) este un fotbalist grec liber de contract, care joacă pe post de fundaș lateral. Pe plan internațional, are prezențe la națională pentru Grecia U21⁠(d).

## Cariera de club
Soiledis și-a început cariera de fotbalist la Olympiacos. A debutat în Superliga Greacă împotriva lui Levadeiakos în sezonul 2008-2009 intrând din postura de rezervă în locul lui Sebastian Leto. Recunoscându-i potențialul și pentru a căpăta experiență, echipa l-a împrumutat în curând pentru două sezoane succesive lui OFI și Levadiakos. Pe 31 august 2011, Olympiakos a anunțat că i-a reziliat contractul.  După perioada de la Olympiakos, a semnat un contract pe doi ani cu Doxa Drama care juca în Superliga Greacă.  La 1 august 2013, mijlocașul în vârstă de 22 de ani a semnat un contract pe un an cu posibilitatea de a fi prelungit pentru încă unul cu Doxa, care juca în a doua ligă greacă.
La 7 iunie 2014, Soiledis a semnat un acord pe trei ani cu AEK Atena.  La 6 iulie 2016, și-a reziliat contractul cu AEK pe cale amiabilă, având 41 de meciuri (2 goluri, 5 pase decisive) în toate competițiile. La 7 iulie 2016, a semnat un contract cu clubul cipriot Omonia.  La 15 iulie 2017 a revenit în primul eșalon grec la Kerkyra, cu care a semnat un contract de un an.
Pe 19 iulie 2018, Soiledis a semnat un contract pe un an cu clubul FC Botoșani din Liga I.

## Cariera internațională
A jucat treisprezece meciuri pentru echipa de fotbal sub 21 de ani a Greciei . 

## Titluri
Olympiacos
- Superliga Greacă: 2008, 2009
- Cupa Greciei: 2008, 2009
- Supercupa Greciei: 2007

Niki Volos
- Liga a III-a: 2014

AEK Atena
- Liga a III-a: 2015 (Grupa de Sud)
- Cupa Greciei: 2016